# Perquenco
Perquenco is een gemeente in de Chileense provincie Cautín in de regio Araucanía. Perquenco telde 6.905 inwoners in 2017 en heeft een oppervlakte van 331 km².
- Virtual International Authority File: 182982347